# 400 mètres masculin aux championnats du monde d'athlétisme en salle 2018
Pour un article plus général, voir Championnats du monde d'athlétisme en salle 2018.
Navigation
2016 2022
L'épreuve du 400 mètres masculin des championnats du monde en salle 2018 se déroule les 2 et 3 mars 2018 à la Barclaycard Arena de Birmingham, au Royaume-Uni.

## Résultats

### Finale
| Rang               | Athlète         | Pays                   | Temps   | Notes    |
| ------------------ | --------------- | ---------------------- | ------- | -------- |
| Médaille d'or      | Pavel Maslák    | Tchéquie               | 45 s 47 | SB       |
| Médaille d'argent  | Michael Cherry  | États-Unis             | 45 s 84 |          |
| Médaille de bronze | Deon Lendore    | Trinité-et-Tobago      | 46 s 37 |          |
| 4                  | Aldrich Bailey  | États-Unis             | 46 s 44 |          |
|                    | Óscar Husillos  | Espagne                | DQ      | 163.3(b) |
|                    | Luguelín Santos | République dominicaine | DQ      | 163.3(b) |

### Demi-finales
Les demi-finales ont débuté à 21:06.
| Rang | Série | Couloir | Athlète         | Nationalité            | Temps | Notes |
| ---- | ----- | ------- | --------------- | ---------------------- | ----- | ----- |
| 1    | 2     | 5       | Óscar Husillos  | Espagne                | 45.69 | Q     |
| 2    | 2     | 6       | Michael Cherry  | États-Unis             | 45.73 | Q     |
| 3    | 1     | 3       | Luguelín Santos | République dominicaine | 46.31 | Q, SB |
| 4    | 3     | 4       | Pavel Maslák    | Tchéquie               | 46.32 | Q     |
| 5    | 1     | 6       | Aldrich Bailey  | États-Unis             | 46.33 | Q     |
| 6    | 3     | 6       | Deon Lendore    | Trinité-et-Tobago      | 46.33 | Q     |
| 7    | 3     | 5       | Luka Janežič    | Slovénie               | 46.37 |       |
| 8    | 2     | 4       | Rafał Omelko    | Pologne                | 46.39 |       |
| 9    | 1     | 5       | Jakub Krzewina  | Pologne                | 46.69 |       |
| 10   | 1     | 4       | Javon Francis   | Jamaïque               | 46.73 |       |
| 11   | 2     | 2       | Juander Santos  | République dominicaine | 46.83 | PB    |
| 12   | 2     | 1       | Asa Guevara     | Trinité-et-Tobago      | 46.91 |       |
| 13   | 1     | 2       | Patrik Šorm     | Tchéquie               | 47.04 |       |
| 14   | 2     | 3       | Lee Thompson    | Grande-Bretagne        | 47.14 |       |
| 15   | 1     | 1       | Lucas Búa       | Espagne                | 47.14 |       |
| 16   | 3     | 1       | Mikhail Litvin  | Kazakhstan             | 47.94 |       |
| 17   | 3     | 2       | Chidi Okezie    | Nigeria                | 48.53 |       |
| —    | 3     | 3       | Yousef Karam    | Koweït                 | DNF   |       |

### Séries
| Rang | Série | Couloir | Athlète                 | Pays                   | Temps   | Notes |
| ---- | ----- | ------- | ----------------------- | ---------------------- | ------- | ----- |
| 1    | 2     | 6       | Luka Janežič            | Slovénie               | 46 s 45 | Q     |
| 2    | 6     | 5       | Óscar Husillos          | Espagne                | 46 s 51 | Q     |
| 3    | 1     | 5       | Jakub Krzewina          | Pologne                | 46 s 57 | Q     |
| 4    | 1     | 6       | Deon Lendore            | Trinité-et-Tobago      | 46 s 68 | Q     |
| 5    | 5     | 6       | Aldrich Bailey          | États-Unis             | 46 s 77 | Q     |
| 6    | 6     | 6       | Pavel Maslák            | Tchéquie               | 46 s 80 | Q     |
| 7    | 5     | 5       | Lee Thompson            | Grande-Bretagne        | 46 s 81 | Q     |
| 8    | 6     | 3       | Luguelín Santos         | République dominicaine | 46 s 83 | q     |
| 9    | 6     | 4       | Yousef Karam            | Koweït                 | 46 s 86 | q     |
| 10   | 2     | 5       | Javon Francis           | Jamaïque               | 46 s 87 | Q     |
| 11   | 2     | 4       | Chidi Okezie            | Nigeria                | 46 s 91 | q     |
| 12   | 2     | 3       | Asa Guevara             | Trinité-et-Tobago      | 46 s 92 | q     |
| 13   | 1     | 3       | Lucas Búa               | Espagne                | 46 s 96 | q     |
| 14   | 5     | 4       | Patrik Šorm             | Tchéquie               | 46 s 99 | q     |
| 15   | 4     | 5       | Michael Cherry          | États-Unis             | 46 s 99 | Q     |
| 16   | 1     | 4       | Juander Santos          | République dominicaine | 47 s 02 | q     |
| 17   | 4     | 6       | Rafał Omelko            | Pologne                | 47 s 13 | Q     |
| 18   | 4     | 3       | Mikhail Litvin          | Kazakhstan             | 47 s 16 | q     |
| 19   | 4     | 4       | Vitalii Butrym          | Ukraine                | 47 s 45 |       |
| 20   | 1     | 2       | Michael Anthony Rasmijn | Aruba                  | 49 s 20 | NR    |
| 21   | 6     | 1       | Davron Atabaev          | Tadjikistan            | 49 s 20 | SB    |
| 22   | 2     | 1       | Kelvin Delvin Ramírez   | Nicaragua              | 49 s 88 | SB    |
| 23   | 2     | 2       | Tikie Terry Mael        | Vanuatu                | 49 s 92 | PB    |
| 24   | 4     | 2       | Mohamed Naail           | Maldives               | 49 s 98 | NR    |
| 25   | 6     | 2       | Narek Ghukasyan         | Arménie                | 51 s 02 | PB    |
| -    | 3     | 5       | Abdalelah Haroun        | Qatar                  |         | DQ    |
| -    | 3     | 6       | Bralon Taplin           | Grenade                |         | DQ    |
| -    | 5     | 3       | Nery Brenes             | Costa Rica             |         | DQ    |
| -    | 3     | 2       | Austris Karpinskis      | Lettonie               |         | DQ    |
| -    | 3     | 4       | Alonzo Russell          | Bahamas                |         | DQ    |
| -    | 3     | 3       | Steven Gayle            | Jamaïque               |         | DQ    |
| -    | 5     | 2       | Mazen al-Yasen          | Arabie saoudite        |         | DNS   |

## Légende
Records et Performances
- AR : Record continental (area record)
- CR : Record des championnats (championship record)
- MR : Record du meeting (meet record)
- NR : Record national (national record)
- OR : Record olympique (olympic record)
- PR : Record paralympique (paralympic record)
- PB : Record personnel (personal best)
- SB : Meilleure performance personnelle de la saison (season's best)
- WL : Meilleure performance mondiale de l'année (world leader)
- WJR : Record du monde junior (world junior record)
- WR : Record du monde (world record)

Circonstances et Conditions
- DNF : N'a pas terminé (did not finish)
- DNS : N'a pas pris le départ (did not start)
- DQ : Disqualification (disqualification)
- NM : Aucun essai valable enregistré (No Mark)
- Q : Qualifié « directement » au prochain tour (ou à la prochaine compétition), lors d'une compétition majeure, grâce au classement ou à la réalisation des minima (automatic qualifier)
- q : Qualifié au prochain tour (ou à la prochaine compétition), lors d'une compétition majeure, grâce au repêchage ou à la réalisation de l'une des meilleures performances parmi celles des « non qualifiés directement » (grâce au meilleur temps ou à la meilleure distance par exemple) (secondary qualifier)